# アリ・ナシール・モハメド

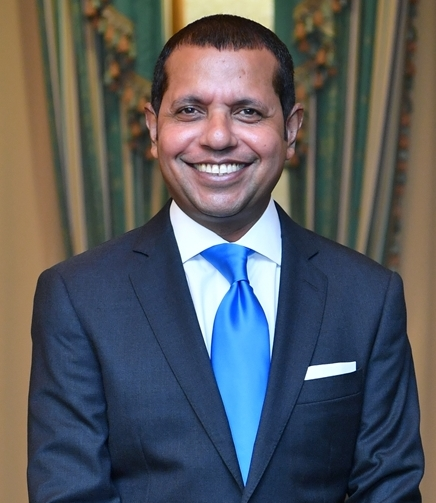
次期国連大使を拝命した日のアリ・ナシール・モハメド（2017年7月9日）

アリ・ナシール・モハメド（ディベヒ語: ޢަލީ ނަޞީރު މުޙައްމަދު、英語: Ali Naseer Mohamed、1969年11月2日 - ）は、モルディブの外交官。2017年7月から2019年5月にかけて、国連大使および駐米大使、駐加大使を務めていた。
ガーフ・ダール環礁のガッドゥーに生まれたナシールは、オーストラリア国立大学で外交学の哲学博士（PhD）を取得、加えてレスター大学で外交学の修士を取得している。1985年5月にモルディブ外務省に入省してから省内で様々なポストを歴任しており、具体的には政策計画担当次官補、対外関係総局局長、外部資源部部長、および調査課課長補佐が挙げられる。ナシールは、2004年に発生したスマトラ島沖地震がモルディブを襲った後の国際支援調整を担う責任者となった。2013年から2017年にかけては外務次官を務めた。
2017年7月9日、彼はアブドゥラ・ヤミーン大統領により国連大使に任命されて、アハメド・サリールの後を継ぐことになり、サリールが入れ替わりで外務次官に就任することになった。同年7月17日、ナシールは国連代表部に着任、同年7月21日、ドナルド・トランプ米大統領に信任状を捧呈した。
ナシールはモルディブ金融管理局（MMA）総裁のアジーマ・アダム博士と結婚しており、娘一人と息子一人がいる。